# Andraž Struna
Andraž Struna, slovenski nogometaš, * 23. april 1989, Piran.
Struna je v slovenski ligi igral za kluba Portorož Piran in Koper. Skupno je v prvi slovenski ligi odigral 58 prvenstvenih tekem in dosegel en gol. Med letoma 2011 in 2013 je igral za Cracovio v poljski ligi, nato za PAS Giannina v grški ligi do januarja 2017, ko je prestopil v škotski Heart of Midlothian.
Za slovensko reprezentanco je debitiral 15. avgusta 2012 na prijateljski tekmi proti romunski reprezentanci, prvi gol pa je dosegel 25. marca 2016 na kvalifikacijski tekmi proti reprezentanci San Marina.
Tudi njegov brat Aljaž je nogometaš.